# Helina laxifrons
Helina laxifrons este o specie de muște din genul Helina, familia Muscidae. A fost descrisă pentru prima dată de Zetterstedt în anul 1860. Conform Catalogue of Life specia Helina laxifrons nu are subspecii cunoscute.